# Michaela Schaffner
Michaela Schaffner (1958) è un'ex sciatrice alpina austriaca.

## Biografia
Specialista delle prove tecniche, Michaela Schaffner vinse la medaglia d'oro nello slalom gigante e nello slalom speciale agli Europei juniores di Gällivare 1976; in Coppa Europa nella stagione 1976-1977 si piazzò 2ª nella classifica di slalom speciale. Il suo ultimo risultato agonistico fu il 7º posto ottenuto nello slalom speciale dei Campionati austriaci 1978, disputato il 14 febbraio a Ramsau am Dachstein; non prese parte a rassegne olimpiche e non ottenne piazzamenti in Coppa del Mondo o ai Campionati mondiali.

## Palmarès

### Europei juniores
- 2 medaglie[2]:
  - 2 ori (slalom gigante, slalom speciale a Gällivare 1976)

### Campionati austriaci
- 1 medaglia:
  -  1 bronzo (slalom speciale nel 1976)[senza fonte]